# Александру-чел-Бун (Молдова)
Александру чел Бун (рум. Alexandru cel Bun) — село в Сорокском районе Молдавии. Наряду с селом Воловица входит в состав коммуны Воловица.

## География
Село расположено на высоте 173 метра над уровнем моря.

## Население
По данным переписи населения 2004 года, в селе Александру чел Бун проживает 596 человек (305 мужчин, 291 женщина).
Этнический состав села:
| Национальность | Число жителей | Процентный состав |
| -------------- | ------------- | ----------------- |
| молдаване      | 585           | 98,15             |
| румыны         | 5             | 0,84              |
| украинцы       | 2             | 0,34              |
| русские        | 2             | 0,34              |
| гагаузы        | 2             | 0,34              |
| Всего          | 596           | 100 %             |